# Outback Highway
Der Outback Highway ist eine Reihe von Highways und unbefestigten Schotterpisten in Australien. Der Outback Highway, oft auch nur Outback Way genannt, erstreckt sich über eine Länge von 2800 Kilometern vom nördlichen Queensland, durch das Northern Territory bis ins südliche Westaustralien. Die Idee dieses Highways war es, eine Alternative zum National Highway 1, welcher entlang der Küste im Norden und Süden führt, zu bieten.

## Verlauf

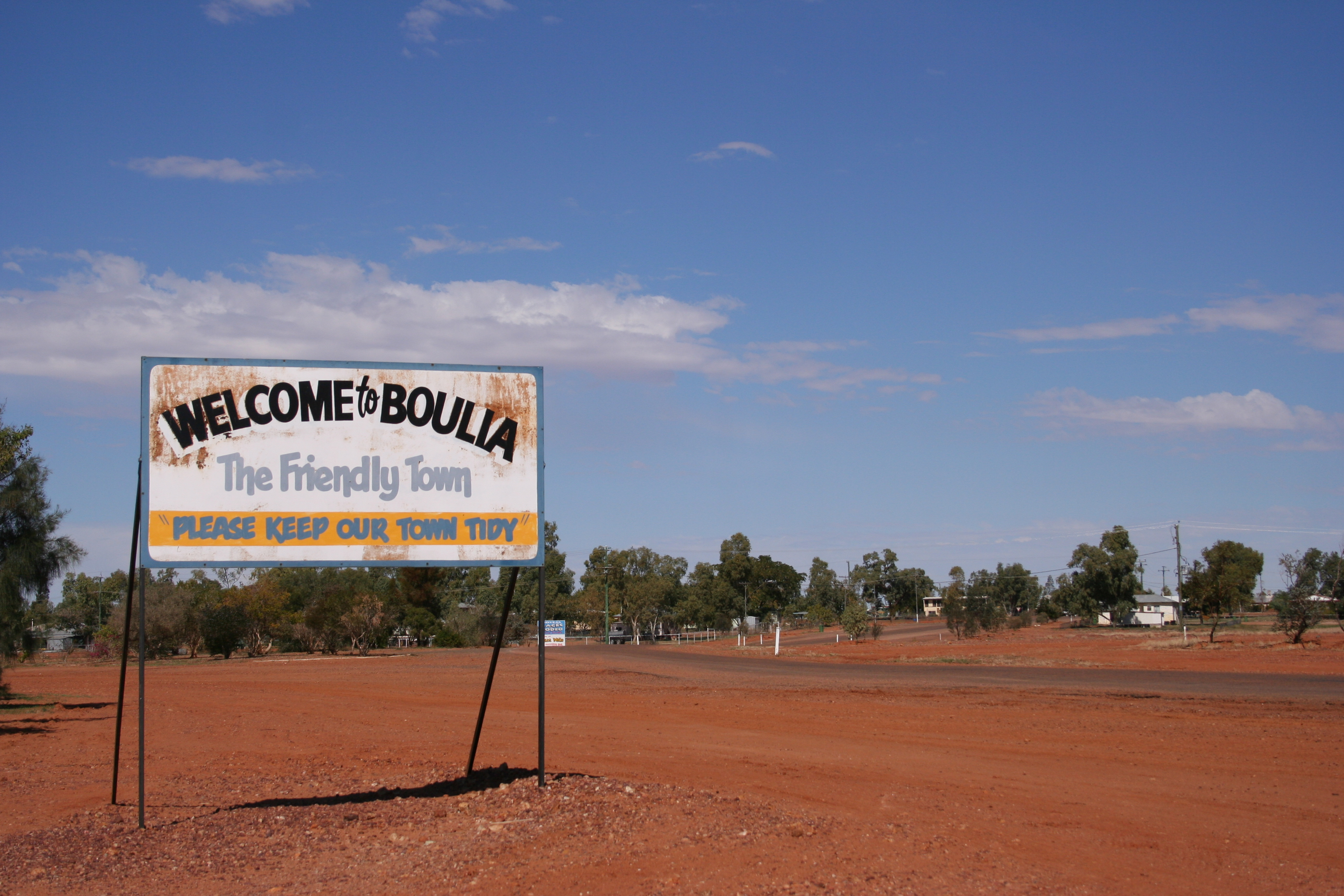
Schild in Boulia an der Kennedy Developmental Road/Outback Highway

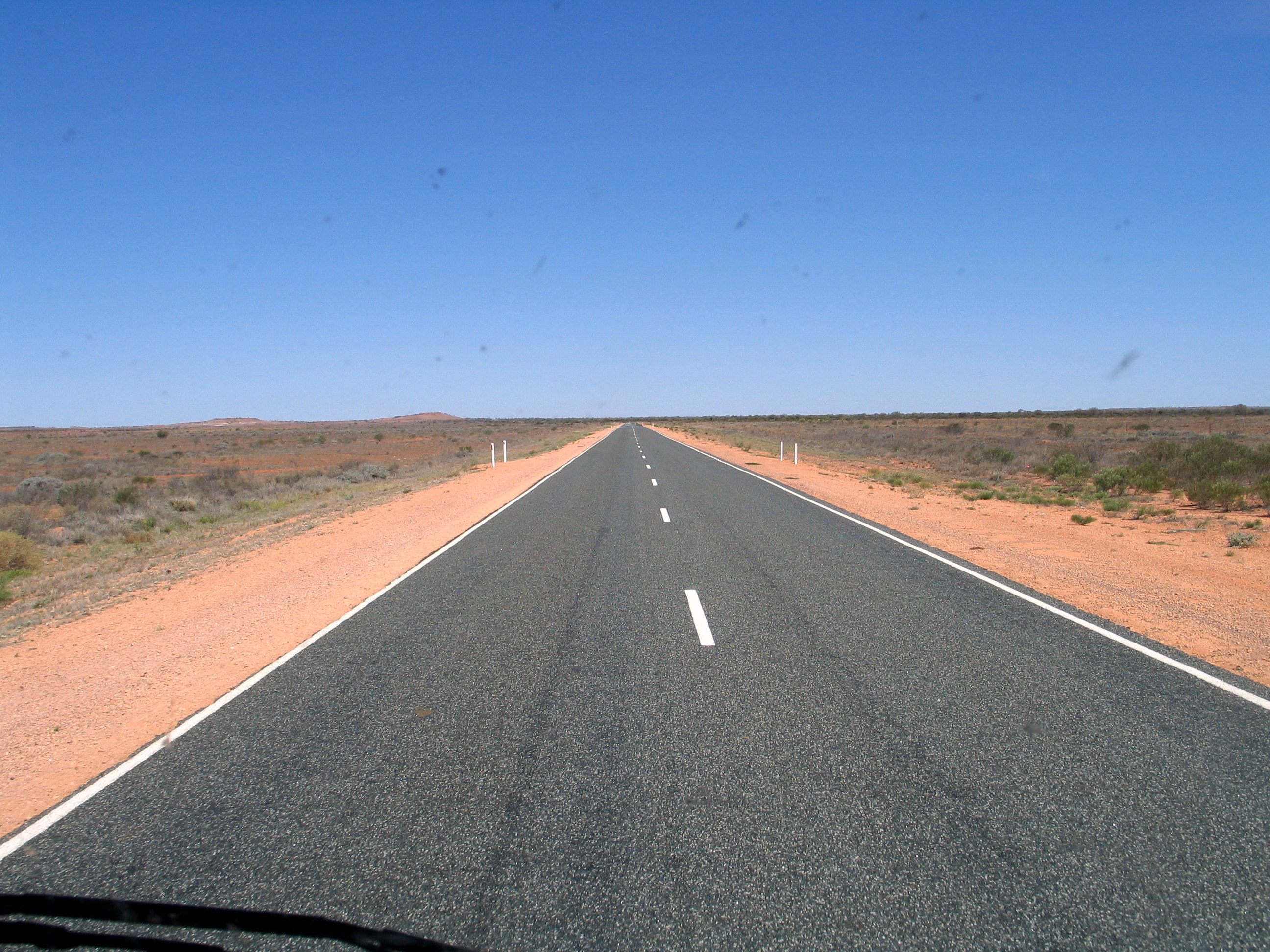
Der Stuart Highway als Teil des Outback Highway

### Queensland
Der Outback Highway beginnt in Winton im nordwestlichen Queensland. In Winton kreuzt die Kennedy Developmental Road den Landsborough Highway. Etwa fünf Kilometer westlich von Winton zweigt die Kennedy Developmental Road in Richtung Westen ab und bildet den ersten Teil des Outback Highway.
Nach etwa 350 Kilometern ist die Ortschaft Boulia erreicht. Ab Boulia bildet der Donohue Highway den zweiten Teil des Outback Highway und führt über 235 Kilometer bis an die Grenze zum Northern Territory.

### Northern Territory
Im Northern Territory findet der Outback Highway seine Fortsetzung im Plenty Highway. Dieser führt von der Grenze zu Queensland über ca. 500 Kilometer in Richtung Westen und trifft knapp 70 Kilometer nördlich von Alice Springs auf den Stuart Highway.
Die nächsten Abschnitte des Outback Highway bilden der Stuart Highway in Richtung Süden bis Erldunda und der Lasseter Highway von Erldunda in Richtung Westen bis nach Yulara.
Von Yulara aus führt die Great Central Road weiter in Richtung Westen, vorbei an Kata Tjuṯa, bis nach Kaltukatjara (Docker River) an der Grenze zu Western Australia. Von Kata Tjuṯa aus ist die Great Central Road eine unbefestigte aber gut instand gehaltene Straße.

### Westaustralien
Hinter der Grenze führt die Great Central Road über Warakurna weiter bis nach Warburton, der ersten größeren Ortschaft in Westaustralien. Bis vor wenigen Jahren gab es auf diesem Abschnitt eine alternative Strecke, welche Teil des Gunbarrel Highway war, inzwischen aber für die Durchfahrt gesperrt wurde. Von Warburton aus sind es weitere 575 Kilometer auf der Great Central Road bis nach Laverton, etwa 360 Kilometer nördlich von Kalgoorlie. Mit dem Ende der Great Central Road in Laverton endet auch die Strecke des Outback Highway.